# Xichong
Xichong is een beroemde vakantieplek in de Kantonese stadsprefectuur Shenzhen, district Longgang. Het heeft een lang strand en ligt in het zuiden van Dapengbandao.
Het noorden van Xichong heeft de op een na hoogste berg van Shenzhen, de Qiniangshan. Op het strand kan men bij goed weer het eiland Sanmendao zien. Het Sunshine Holiday Hotel is in Xichong gevestigd.